# Flashflood – Wenn der Damm bricht
Flashflood – Wenn der Damm bricht (Alternativtitel: Die Große Flut: Wenn die Welt versinkt, Originaltitel: Killer Flood: The Day the Dam Broke) ist ein US-amerikanischer Katastrophenfilm aus dem Jahr 2003, der für das Fernsehen produziert wurde. Die Hauptrollen spielen Joe Lando und Bruce Boxleitner.

## Handlung
An einem Staudamm in Vermont/USA, nahe der kleinen Stadt Rutland, geschieht ein Unfall, bei dem ein Angestellter stirbt. Vermutlich hat es damit zu tun, dass der Wasserspiegel im Stausee wegen starker Regenfälle zur Zeit ständig steigt. Die Bauaufsichtsbehörde in Washington D. C. ordnet eine Untersuchung an. Der verantwortliche Bauunternehmer Matt Walker streitet jegliche Verantwortung für den Vorfall ab und schiebt die Schuld auf den Architekten David Powell, der damals kurz vor der Fertigstellung gefeuert wurde. Die Untersuchungskommission und die Angehörigen des Toten glauben Walker einfach, und damit ist die Sache für sie erledigt. Powell wurde jedoch in Wahrheit deswegen gekündigt, weil seine Sicherheitsansprüche für den profitgierigen Walker zu teuer waren. Als Powell nun in den Arbeitsräumen am Damm weiter untersuchen will, ruft Walker nach Officer Bloom, um ihn hinauszuwerfen. Als Walker jedoch wegen eines Gesprächs mit einem Investor nicht mehr anwesend ist, kann Powell doch wieder herein, weil sein Sohn dort Praktikant ist, Walkers Vertrauen genießt, jedoch dem überzeugenden Vater schließlich das Eingangstor öffnet. Powells getrennt lebende Frau Natalie ist die stellvertretende Bürgermeisterin von Rutland, und der Bürgermeister liegt derzeit im Krankenhaus und ist daher außer Dienst. Anfangs weiß sie nicht recht, was sie von der Sache halten soll. Der Sheriff glaubt ebenfalls einfach Walker, damit das Gespräch mit dem Investor Aussicht auf Erfolg hat.
Als das Wasser am Staudamm immer weiter steigt und der Damm zunehmend Schaden nimmt, erkennen Vater und Sohn, samt dem weiteren Damm-Angestellten Frank, dass ein Teil des Stausees in das Gewerbegebiet abgeleitet werden muss, um die Gefahr für den Damm hinauszuzögern. Jetzt glaubt Mutter Natalie ihnen und befiehlt dem Sheriff, das Gewerbegebiet zu evakuieren. Als er den Befehl verweigert, entlässt sie ihn mit sofortiger Wirkung und ernennt Officer Bloom zum neuen Sheriff. Sie evakuieren das Gewerbegebiet, es wird nun geflutet, jedoch ist Natalie aus Sorge um einen streunenden Hund nicht rechtzeitig davongefahren. Zufällig stoppt die Flutung im letzten Augenblick, bevor Natalie ertrunken wäre. Aber sie steckt es leicht weg.
Ein neuer Unfall am Staudamm trifft Frank. Gerade noch kann er den Powells gestehen, dass Walker aus Profitgier beim Bau überall gepfuscht hat, und kann ihnen Beweise liefern. Vor allem sind die Stahlträger zu wenige. Dies beseitigt den letzten Zweifel, dass der Damm bald brechen wird, sobald sein Wasserspiegel die Höchstgrenze von 300 Metern erreicht; und damit wird Rutland in einer Flutwelle versinken. Dagegen kann man nichts mehr tun. Als David Powell seine Frau am Telefon informiert, evakuiert sie mit Bloom die ganze Stadt. Das letztere erfahren Walker und der Investor im letzten Augenblick durch die Polizeisirene, ehe der Investor den neuen Vertrag unterschrieben hätte; was er nun nicht mehr will. Wütend ruft Walker im Rathaus an und bekommt von Natalie die Antwort, er sei überführt. Ihm ist klar, dass Frank ihn verraten haben muss, und fährt gleich wieder zum Staudamm, wo es ihm gelingt, den Powells die Beweise abzunehmen und sie im Arbeitsraum einzusperren. Mit großer Mühe können sie sich den Weg ins obere Stockwerk frei machen und sich in einem anderen Raum einschließen, wo sie mit einer kleinen Sprengung den Weg zu einem großen Rohr freibekommen, das nach draußen führen muss.
Noch einmal können sie Natalie anrufen, die gerade mit Sheriff Bloom die Stadt verlassen wollte; die Evakuierung ist bereits erfolgreich abgeschlossen, sogar für das Krankenhaus. Nun lässt sie aber Bloom ohne sie wegfahren und fährt stattdessen in klarer Lebensgefahr zum Staudamm, um Ehemann und Sohn abzuholen. Gerade als sie dort ankommt, haben die beiden es ins Freie geschafft. Nun fahren sie zu dritt ab, jetzt steuert der Vater. Und gerade bricht der Damm. Sie unternehmen eine Höllenfahrt durch die Geisterstadt, ständig die Flutwelle hinter sich. Weil sie aber nicht mehr entkommen können, fahren sie auf das oberste Deck eines Parkhauses, und tatsächlich bleibt ihnen dafür genug Zeit. Plötzlich ist das Wasser rund um das Parkhaus still, der Wasserspiegel knapp unter dem obersten Deck. Das Parkhaus ist Powells Bauwerk, es hält.
Walker brauchte zu Hause zu lange, um seinen Wagen zu beladen. Die Flutwelle erwischt ihn.

## Ausstrahlung
Die Erstausstrahlung fand in den USA am 25. April 2003 beim Sender Pax TV statt. In Deutschland wurde der Film erstmals am 28. Oktober 2003 bei RTL II gezeigt.

## Rezeption
Der Filmdienst findet, Flashflood sei ein „minderbemittelter Katastrophenfilm mit unzeitgemäßen Effekten, einer schwachen Geschichte und wenig überzeugenden Schauspielern“. Dagegen meint der FULLTVGuide, dass der Film gut sei, er seinen Zweck unterhaltsam erfülle und dass diese Geschichte interessant sei.